# 29 augusti
29 augusti är den 241:a dagen på året i den gregorianska kalendern (242:a under skottår). Det återstår 124 dagar av året.

## Namnsdagar

### I den svenska almanackan
- Nuvarande – Hans och Hampus
- Föregående i bokstavsordning
  - Hampus – Namnet förekom på 1790-talet på 7 april, men utgick sedan. 1986 infördes det på dagens datum och har funnits där sedan dess.
  - Hans – Namnet infördes på dagens datum 1901 och har funnits där sedan dess.
  - Hasse – Namnet infördes på dagens datum 1986, men utgick 1993.
  - Johannes döparens halshuggning – Denna benämning på dagens datum fanns, till minne av att Johannes Döparen ska ha blivit halshuggen just denna dag, på dagens datum före 1901, då det utgick.
- Föregående i kronologisk ordning
  - Före 1901 – Johannes döparens halshuggning
  - 1901–1985 – Hans
  - 1986–1992 – Hans, Hampus och Hasse
  - 1993–2000 – Hans och Hampus
  - Från 2001 – Hans och Hampus
- Källor
  - Brylla, Eva (red.). Namnlängdsboken. Gjøvik: Norstedts ordbok, 2000 ISBN 91-7227-204-X
  - af Klintberg, Bengt. Namnen i almanackan. Gjøvik: Norstedts ordbok, 2001 ISBN 91-7227-292-9

### Finlandssvenska almanackan
- Nuvarande från 1973[1] – Ines, Ina
- I föregående revideringar[a][2]
  - 1929–1972 – Ines

## Händelser

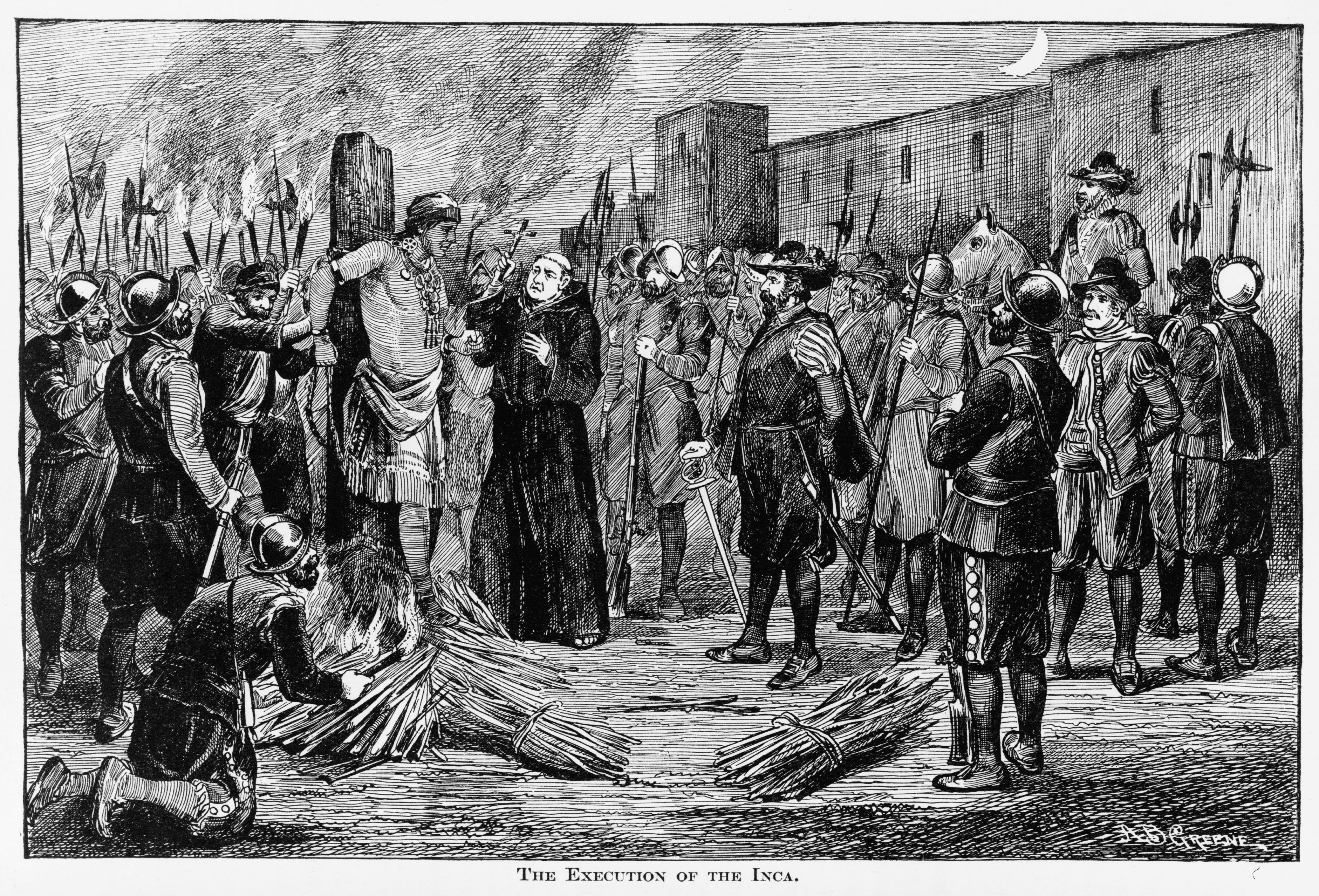
Atahualpa bränns på bål.

- 1178 – Motpåven Calixtus III avsätts.
- 1261 – Sedan Alexander IV har avlidit den 25 maj väljs Jacques Pantaléon till påve och tar namnet Urban IV.[3]
- 1484 – Sedan Sixtus IV har avlidit den 12 augusti väljs Giovanni Battista Cibò till påve och tar namnet Innocentius VIII.
- 1526 – Slaget vid Mohács där ungrarna besegras av de osmanska turkarna, vilket leder till att större delen av Ungern kommer under turkiskt styre.
- 1533 – Inkan Atahualpa avrättas i Cajamarca av spanjorerna, som samma år intar huvudstaden Cusco. Han efterträds av ett halvdussin lydregenter och motståndsmän, men ingen med egentlig kontroll över riket. Den siste formelle inkan tillfångatas och halshuggs 1571.
- 1622 – Slaget vid Fleurus under trettioåriga kriget, där spanska trupper besegrar tyskarna.
- 1808 – Slaget vid Lappfjärd under finska kriget 1808–1809, där svenskarna besegrar ryssarna.
- 1813 – Slaget vid Kulm påbörjas.
- 1842 – Freden i Nanking sluts mellan Kina och Storbritannien.
- 1857 – Järnvägen mellan Arboga och Örebro invigs. Den var en del av den planerade Köping–Hults Järnväg.
- 1862 – Slaget vid Aspromonte, där den italienske frihetshjälten Giuseppe Garibaldi blir tillfångatagen.
- 1912 – Philips glödlampsfabrik startar sin verksamhet i Eindhoven.
- 1941 – Finska styrkor intar Viborg under fortsättningskriget.
- 1943 – Tyskarna genomför en militärkupp i Danmark och undantagstillstånd införs, vilket kommer att råda fram till krigsslutet.
- 1944 – Slovakiska upproret påbörjas.
- 1945 – Vid Nürnbergprocessen offentliggör åklagarsidan listan på anklagade krigsförbrytare.
- 1949 – Sovjetunionen provspränger sin första atombomb.
- 1950 – HMS Barbara förliser vid Böttö i Göteborgs skärgård, varvid nio kustartillerister omkommer och elva skadas.
- 1968
  - Kronprins Harald av Norge och fröken Sonja Haraldsen gifter sig.
  - Fyren Svenska Björn i Stockholms östra skärgård invigs.
- 1977 – Den svenska kronan devalveras tio procent.
- 1979 – HBTQ-aktivister ockuperar Socialstyrelsen och spärrar av trappan för att få Socialstyrelsen att avklassificera homosexualitet som en psykisk sjukdom.
- 1986 – Kyrkomötet antar en ny psalmbok.
- 2005 – Orkanen Katrina förstör mycket av Gulfkusten i USA från Louisiana till Florida Panhandle och 1836 personer omkommer och orsakar 125 miljarder dollar i skador.
- 2007 – Möbelföretaget Ikea inviger sitt 238:e varuhus intill Bergvik köpcenter i Karlstad.

### Fiktiva händelser
- 1997 – Kärnvapenkrig bryter ut och utplånar 3 miljarder människor, enligt filmen Terminator 2 – Domedagen.

## Födda
- 1434 – Janus Pannonius, kroatisk-ungersk humanist.
- 1613 – Gustaf Oxenstierna (1613–1648), svensk friherre, riksråd och landshövding i Västmanland.
- 1619 – Jean-Baptiste Colbert, fransk statsman, finansminister 1663–1683.
- 1632 – John Locke, engelsk filosof och politisk tänkare.
- 1708 – Olof von Dalin, svensk skald, prosaskriftställare och hävdatecknare.
- 1724 – Giovanni Battista Casti, italiensk skald.
- 1744 – Samuel Olof Tilas, svensk baron, poet och kommissionssekreterare i Konstantinopel.
- 1773 – Aimé Bonpland, fransk naturhistoriker och botaniker.
- 1786 – George Welshman Owens, amerikansk demokratisk politiker, kongressledamot 1835–1839.
- 1800 – Jacob W. Miller, amerikansk politiker, senator (New Jersey) 1841–1853.
- 1817 – Gustaf Böttiger, svensk politiker.
- 1830 – J. Proctor Knott, amerikansk politiker, guvernör i Kentucky 1883–1887.
- 1835 – George W. McCrary, amerikansk republikansk politiker och jurist.
- 1843 – Alfred Agache, fransk konstnär.
- 1862 – Maurice Maeterlinck, belgisk författare, mottagare av Nobelpriset i litteratur 1911.
- 1871 – Albert Lebrun, fransk politiker, Frankrikes president 1932–1940.
- 1880 – Maj Bring, svensk konstnär.
- 1881 – Pat Harrison, amerikansk demokratisk politiker, senator (Mississippi) 1919–1941.
- 1894
  - John Andersson, svensk svarvare och socialdemokratisk riksdagspolitiker.
  - Henry Dworshak, amerikansk republikansk politiker, senator (Idaho) 1946–1949 och 1949–1962.
- 1898 – Preston Sturges, amerikansk manusförfattare och filmregissör.
- 1902 – Bertil Almqvist, svensk författare, illustratör och tecknare, Familjen Hedenhös.
- 1904 – Werner Forssmann, tysk läkare, mottagare av Nobelpriset i fysiologi eller medicin 1956.
- 1915 – Ingrid Bergman, svensk skådespelare.
- 1916 – George Montgomery, amerikansk skådespelare.
- 1920 – Charlie Parker, amerikansk jazzsaxofonist.
- 1922 – Al Arndt, amerikansk militär och flygare.
- 1923
  - Richard Attenborough, brittisk skådespelare, regissör och producent.
  - Gösta Löfgren, fotbollsspelare, OS-brons 1952.
- 1924 – Dinah Washington, amerikansk R&B-sångare.
- 1934 – David Pryor, amerikansk demokratisk politiker, senator (Arkansas) 1979–1997.
- 1936 – John McCain, amerikansk politiker (republikan), senator (Arizona) 1987–2018.
- 1938 – Elliott Gould, amerikansk skådespelare.
- 1942 – Gillian Rubinstein, australisk författare.
- 1943 – Arthur McDonald, kanadensisk fysiker, mottagare av Nobelpriset i fysik 2015.
- 1944 – Elisabet Höglund, svensk journalist.
- 1946
  - Bob Beamon, amerikansk friidrottare.
  - Dimitris Christofias, cypriotisk president.
- 1947
  - James Hunt, brittisk racerförare.
  - Ray Wise, amerikansk skådespelare.
- 1949
  - Anja Landgré, svensk skådespelare.
  - Titti Sjöblom, svensk sångare.
- 1950 – Dave Reichert, amerikansk republikansk politiker, kongressledamot 2005–2019.
- 1955 – Gunnel Fred, svensk skådespelare.
- 1956 – GG Allin, amerikansk punksångare.
- 1958 – Michael Jackson, amerikansk popsångare.
- 1959 – Rebecca De Mornay, amerikansk skådespelare.
- 1962 – Jutta Kleinschmidt, tysk rallyförare.
- 1965
  - Ella Lemhagen, svensk regissör.
  - Peter Andersson, svensk ishockeyspelare.
- 1967
  - Neil Gorsuch, amerikansk jurist, rättsfilosof och domare, ledamot av USA:s högsta domstol.
  - Jiří Růžek, tjeckisk fotograf.
- 1968 – Olivia Stevens, svensk cellmålare och skådespelare.
- 1971
  - Oliver Berben, tysk skådespelare.
  - Carla Gugino, amerikansk skådespelare.
- 1972 – Sara Stridsberg, författare, f.d. ledamot av Svenska Akademien.
- 1977 – Carl Pettersson, svensk golfspelare.
- 1978 – Salina Olsson, fotbollsspelare. VM-silver 2003.
- 1979 – Paulinho Guará, brasiliansk fotbollsspelare.
- 1980 – David Desrosiers, basist i det kanadensiska-bandet Simple Plan.
- 1986
  - Lea Michele, amerikansk skådespelare.
  - Yuuki, gitarrist i An Cafe.
- 1993 – Liam Payne, brittisk sångare, var medlem i One Direction.

## Avlidna
- 1123 – Öystein Magnusson, kung av Norge sedan 1103.
- 1499 – Alesso Baldovinetti, florentinsk målare.
- 1533 – Atahualpa, kejsare över Inkariket.
- 1629 – Pietro Bernini, italiensk skulptör och arkitekt.
- 1799 – Pius VI, född Giovanni Angelico Braschi, påve sedan 1775.
- 1816 – Johann Hieronymus Schröter, tysk astronom.
- 1837 – John Brown, amerikansk politiker, senator (Kentucky) 1792–1805.
- 1877 – Brigham Young, amerikansk mormonpräst, president för Jesu Kristi Kyrka av Sista Dagars Heliga (mormonerna) 1847–1877.
- 1892 – Jules Perrot, fransk balettdansör och koreograf.
- 1920 – Léon-Adolphe Amette, fransk kardinal, ärkebiskop av Paris.
- 1935 – Astrid av Belgien, drottning.
- 1937 – Otto Hölder, tysk matematiker.
- 1953 – James H. Hughes, amerikansk demokratisk politiker, senator (Delaware) 1937–1943.
- 1972 – Eulalia Bunnenberg, tysk skådespelare och sångare.
- 1975 – Éamon de Valera, Irlands president 1959–1973.
- 1976 – Jimmy Reed, amerikansk musiker.
- 1977
  - Jean Hagen, amerikansk skådespelare.
  - Edward Sinclair, brittisk skådespelare.
- 1982 – Ingrid Bergman, svensk skådespelare.
- 1984 – Ruth Berglund, svensk operasångare.
- 1987 – Lee Marvin, amerikansk skådespelare.
- 1989 – Tage Holmberg, svensk filmklippare , fotograf, regiassistent och manusförfattare.
- 1994 – Jack Miller, amerikansk republikansk politiker och jurist, senator (Iowa) 1961–1973.
- 1997 – Gustaf Svensson i Vä, svensk folkskollärare och centerpartistisk riksdagspolitiker.
- 2002 – Per Lindqvist, svensk sångare och skådespelare.
- 2007 – Pierre Messmer, 91, fransk tidigare premiärminister.
- 2011 – David "Honeyboy" Edwards, 96, amerikansk bluesgitarrist.
- 2014
  - Brasse Brännström, 69, svensk skådespelare, manusförfattare och komiker.
  - Björn Waldegård, 70, svensk rallyförare, världsmästare i rally 1979.
- 2021 – Jacques Rogge, 79, belgisk läkare, seglare och rugbyspelare, ordförande för Internationella olympiska kommittén 2001–2013.
- 2024 – Johnny Gaudreau, 31, amerikansk ishockeyspelare.